# 청도군 (1971년 선거구)
청도군은 대한민국의 옛 국회의원 선거구이다. 당시 경상북도 청도군 지역을 관할했다.

## 역사
제8대 국회의원 선거를 앞두고 경산군·청도군 선거구에서 분리되면서 신설되었다.
제9대 국회의원 선거를 앞두고 경주시·월성군 선거구와 통합되면서 경주시·월성군·청도군 선거구를 이루게 됨에 따라 폐지되었다.

## 역대 국회의원
| 선거   | 정당 | 정당       | 의원   |
| ------ | ---- | ---------- | ------ |
| 1971년 |      | 민주공화당 | 박숙현 |

## 역대 선거 결과

### 대한민국 제8대 국회의원 선거
|  | 61.31% |

|  | 36.34% |

|  | 2.33% |